# Harakiri for the Sky (альбом)
Harakiri for the Sky — дебютный студийный альбом одноимённой австрийской пост-блэк-метал-группы, выпущенный 23 октября 2012 года на лейбле AOP Records.

## Отзывы критиков
Альбом получил положительные отзывы от музыкальных критиков. Ян Мюллер из metal1.info пишет: «Harakiri for the Sky на своём дебюте предстают в отличной форме. Меланхолия здесь доведена до кульминации с техническим изяществом. Сильный дебют, за которым, надеюсь, вскоре последует ещё одна жемчужина».

## Список композиций
| №                   | Название                  | Длительность |
| ------------------- | ------------------------- | ------------ |
| 1.                  | «Lungs Filled With Water» | 7:51         |
| 2.                  | «02.19 AM, Psychosis»     | 7:40         |
| 3.                  | «From Yesterday To Ashes» | 6:59         |
| 4.                  | «Drown In My Nihilism»    | 6:50         |
| 5.                  | «Dancing On Debris»       | 8:11         |
| Общая длительность: | Общая длительность:       | 37:31        |

## Участники записи
- M.S. — все инструменты
- J.J. — вокал